# 紹古兒
绍古儿（Sauγur，12世纪—1251年），蒙古帝国将领，麦里吉台（蔑儿乞）氏。
初随铁木真，命同饮班朱尼河之水，扈從親征。屡从攻战，第一次征金朝时，攻破信安，攻占西夏的河西。賜金虎符，授洺磁等路都達魯花赤。領事出征，再次领军伐金，破河南。窝阔台命領濟南、大名、信安等處軍馬，又随从国王答石出征。1251年，蒙哥即位时去世。其子拜都、拜都子忽都虎袭职。

## 延伸阅读
[在维基数据编辑]
 《元史·卷123》，出自宋濂《元史》
 《新元史/卷129》，出自柯劭忞《新元史》